# 阿娜斯塔西亞·米斯基娜

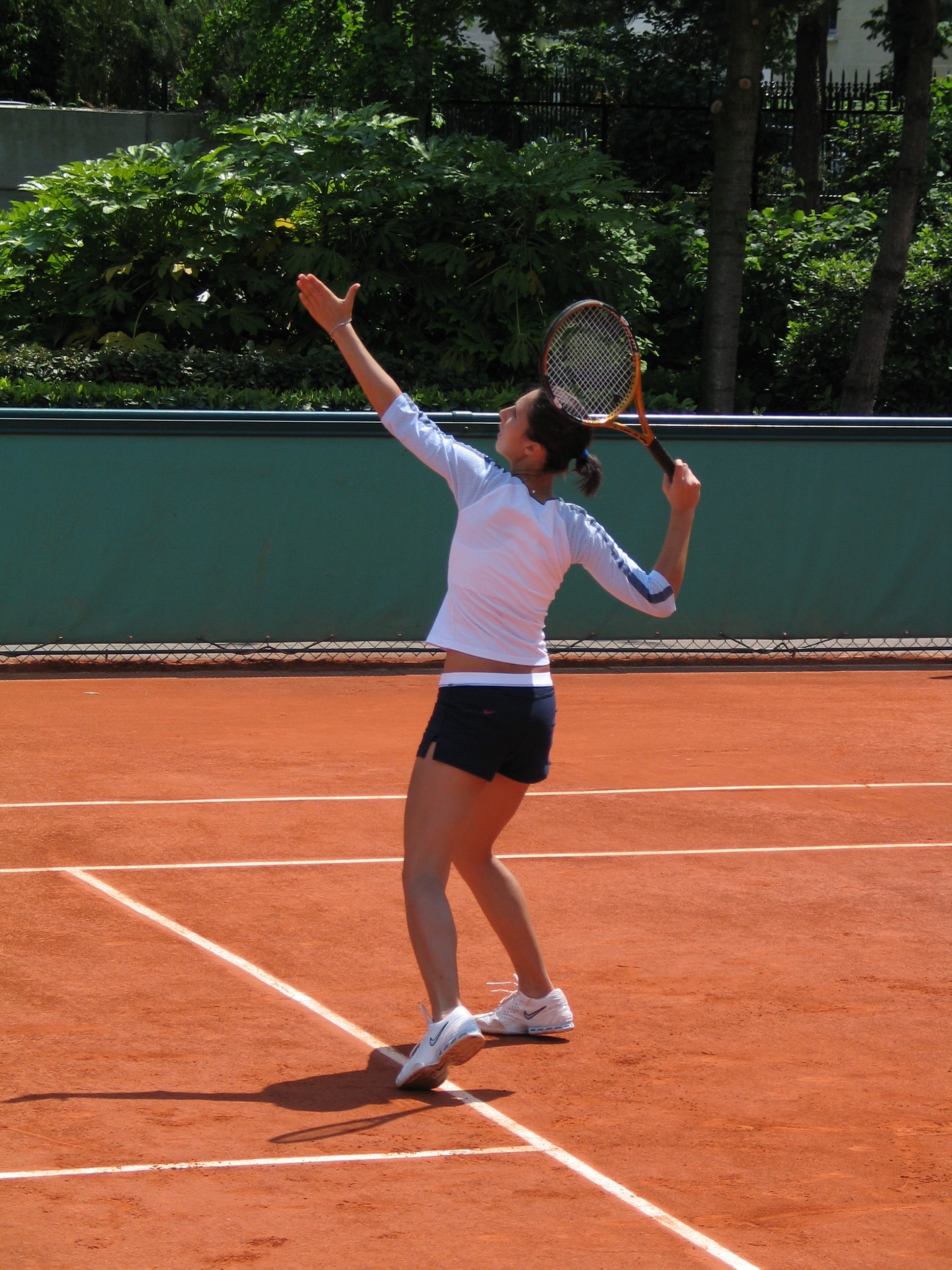
阿娜斯塔西亞·米斯基娜

阿娜斯塔西亞·米斯基娜（英文：Anastasia Myskina，1981年7月8日—），前俄羅斯職業網球女運動員（1998年－2007年），俄罗斯第一个获得大满贯单打冠军的女子网球选手，单打世界最高排名第二。2004年法國網球公開賽她获得女单冠军，成為第一個獲得大滿貫女單冠軍的俄羅斯人。 2004年獲國際網球聯合會授予ITF世界冠軍。
2011年WTA訪問中，她透露自己的外祖父母是烏茲別克族 。

## 大滿貫

### 女單冠軍（1）
| 年份 | 比賽 | 場地 | 決賽對手   | 對手國籍 | 勝方比分 |
| ---- | ---- | ---- | ---------- | -------- | -------- |
| 2004 | 法網 | 泥地 | 德门蒂耶娃 | 俄羅斯   | 6-1, 6-2 |

## WTA巡迴賽

### 女單冠軍（10）
- 1999年（1）- 巴勒莫
- 2002年（1）- 巴伊亞州（巴西公開賽）
- 2003年（4）- 多哈（卡塔爾女子公開賽）、蕯拉索塔綠土經典賽、萊比錫（Sparkassen Cup）、莫斯科一級賽（克里姆林盃）
- 2004年（3）- 多哈（卡塔爾女子公開賽）、法網、莫斯科一級賽（克里姆林盃）
- 2005年（1）- 加爾各答（Sunfeast公開賽）

### 團體

#### 聯邦盃
除了職業賽事成就不俗外，米斯基娜在2000年代曾多次代表俄羅斯參加联合会杯，並奪得2次冠軍。 
- 2004年決賽勝法國3：2 （米絲基娜在決賽參加單雙打3場比賽，均全部獲勝。）
- 2005年決賽勝法國3：2

- 按：協會盃是一年一度女子網球的世界團體錦標賽，是國際網球比賽中最高水平的團體賽。

## 外部連結
- 官方網站 （页面存档备份，存于）（俄文）
- 官方網站 （页面存档备份，存于）（英文）
- 阿娜斯塔西亞·米斯基娜的国际女子网球协会官方資料（英文）
- 阿娜斯塔西亞·米斯基娜的國際網球總會 職業／青少年 官方資料（英文）
- Fed Cup - Player profile - Anastasia MYSKINA (RUS) （页面存档备份，存于）